# حصار (بستان‌آباد)
حصار یکی از روستاهای استان آذربایجان شرقی است که در دهستان اوجان غربی بخش مرکزی شهرستان بستان‌آباد واقع شده‌است.این روستا ۱۳۹ نفر جمعیت دارد.